# Väster-Noren
Väster-Noren är en sjö i Åre kommun i Jämtland och ingår i Indalsälvens huvudavrinningsområde. Sjön är 18 meter djup, har en yta på 2,12 kvadratkilometer och befinner sig 398,1 meter över havet. Sjön avvattnas av vattendraget Mellanån (Sågån).

## Delavrinningsområde
Väster-Noren ingår i det delavrinningsområde (704550-134857) som SMHI kallar för Utloppet av Väster-Noren. Medelhöjden är 444 meter över havet och ytan är 9,14 kvadratkilometer. Räknas de 19 avrinningsområdena uppströms in blir den ackumulerade arean 158,15 kvadratkilometer. Mellanån (Sågån) som avvattnar avrinningsområdet har biflödesordning 3, vilket innebär att vattnet flödar genom totalt 3 vattendrag innan det når havet efter 337 kilometer. Avrinningsområdet består mestadels av skog (68 procent). Avrinningsområdet har 2,12 kvadratkilometer vattenytor vilket ger det en sjöprocent på 23,2 procent.